# Rudolf Komínek
Rudolf Komínek (8. března 1885 Praha – 29. ledna 1959) byl český akademický malíř, restaurátor a ilustrátor.

## Život
V letech 1902-1906 studoval na pražské Malířské akademii u profesora Hanuše Schwaigera. Maloval portréty a ženské akty. Ilustroval zejména knihy pro mládež, pro nakladatelství v Praze. Zabýval se restaurováním starých obrazů ve šlechtických palácích a zámcích, Restauroval rovněž obrazy v několika pražských kostelech a dalších místech.
Vystavoval svá díla opakovaně v Rubešově a v Součkově galerii v Praze.

#### Články
- Holešovský František Ilustrace v knihách pro mládež str. 5-20 1940